# María Baranda
María Baranda (Ciudad de México, 13 de abril de 1962) es una poeta, narradora y traductora. Ganó el Premio Nacional de Poesía Efraín Huerta 1995 por su obra Los memoriosos. Fue embajadora de Embajadora de la Literatura Infantil y Juvenil de la FILIJ 2017.

## Trayectoria
Formó parte del Fondo Nacional para la Cultura y las Artes (FONCA) en sus programas Jóvenes Creadores (poesía) en 1990 y 1995; y del FONCA/Rockefeller (ensayo) en 1997. Ha recibido los premios Efraín Huerta en 1995, Francisco de Quevedo en 1998, el Nacional de Poesía Aguascalientes en 2003 y el Sabines-Gatien Lapointe en 2015.
Sus libros se han publicado en Bélgica, Canadá, Estados Unidos, Inglaterra y China, y sus poemas han sido traducidos a varios idiomas. Es miembro del Sistema Nacional de Creadores de Arte.

## Obra
- El jardín de los encantamientos, Universidad Autónoma Metropolitana, 1989.
- Fábula de los perdidos, Ediciones del Equilibrista, 1990.
- Ficción de cielo, Universidad Autónoma Metropolitana, 1995.
- Los memoriosos, Universidad Autónoma Metropolitana, 1995.
- Moradas imposibles, Ediciones sin Nombre/Juan Pablo Editores, 1997.
- Nadie, los ojos, Consejo Nacional para la Cultura y las Artes, 1999.
- Causas y azares, en colaboración con Magali Lara, Editorial Aldus, 2000.
- Narrar, Ediciones sin Nombre, 2001.
- Atlántica y El Rústico, Fondo de Cultura Económica, 2002.
- Dylan y las ballenas, Joaquín Mortiz, 2003.
- Ávido mundo, Ediciones sin Nombre, 2005, Cuadrivio, 2015.
- Ficticia, Ediciones Calamus/ CONACULTA/INBA, 2006.
- Ávido Mundo, Poesía Selecta. Ediciones Monte Ávila, Venezuela, 2008.
- Arcadia, Ediciones Monte Carmelo, 2010.
- El mar insuficiente. Poesía escogida (1989-2009), Universidad Nacional Autónoma de México, 2011.
- Bosque y fondo, en colaboración con Vicente Rojo. Taller de la Gráfica Mexicana, 2013.
- Yegua nocturna corriendo en un prado de luz absoluta, Ediciones sin Nombre / UNAM, 2013.
- Un hervidero de pájaros marinos, Ediciones Atrasalante, 2015.
- Teoría de las niñas, Vaso Roto, 2017.
- Tulia y la tecla mágica, Ediciones Castillo, 2001.
- Silena y la caja de secretos, Ediciones SM, Barco de Vapor, 2003.
- Ángela en el cielo de Saturno, Ediciones Castillo, 2005.
- Un lugar en el mundo, Conaculta y Ediciones Corunda, 2005. Segunda Edición Conaculta, 2010.
- El mago abuelo y su chango desaparecido, Ediciones El Naranjo, 2006.
- Digo de noche un gato y otros poemas, Ediciones El Naranjo, 2006, SEP 2007.
- Invisible, Editorial Norma, 2006 y Norma, Colombia, 2007.
- Marte y las princesas voladoras, Fondo de Cultura Económica, 2006.
- Y una liebre nos detuvo en el camino, Ediciones SM, Barco de Vapor, 2007.
- Malintzin o la noche de Marina ,Random House Mondadori, 2007.
- La risa de los cocodrilos, Ediciones El Naranjo, Conaculta, 2008.
- ¡Ruge!, Ediciones El Naranjo, 2008.
- Arrullo, Ediciones El Naranjo, 2008.
- El sueño de la pantera, Ediciones Norma, 2009 y Norma, Colombia, 2010.
- Un abrazo, Ediciones El Naranjo, 2009.
- Abecedario de Arte, Fundación SM, Museo de Arte Moderno de México, 2010.
- Sol de los amigos, Ediciones El Naranjo 2010.
- Sor Juana Inés de la Cruz: La peor magnífica, Ediciones SM, 2010, SEP 2013.
- Frida Kahlo: Una historia posible, Ediciones Anaya ,España, 2010.
- Un misterio para dos. Ediciones Norma, 2011.
- Diente de león, Ediciones El Naranjo, 2012.
- Encontré un...Editorial Tres Abejas, 2013.
- La casa del dragón y otros poemas de horror, SM,2014.
- Temible monstruo, Ediciones El Naranjo, 2015
- Querido pájaro, Ediciones El Naranjo / Secretaría de Cultura, 2016.
- La enorme nada, Fondo de Cultura Económica, 2015.
- Un ajolote me dijo..., Ediciones Castillo, 2017
- ¿Quién necesita amigos?. Ediciones SM, 2017.
- Máquinas imaginadas, Planeta, 2017.[6]

### Ensayo
- El vuelo y el pájaro o cómo acercarse a la poesía. Conaculta, 2012.[6]

### Como antologadora
- Hago de voz un cuerpo. Antología de poesía mexicana, FCE, 2007
- Anuario de Poesía Mexicana 2008, FCE, 2009.
- Moyolhonontzin, Hablar con el corazón, Secretaría de Morelos, 2014.[6]

### Como traductora
- Niños del estero y otros poemas de Odia Ofeimun, Ediciones Mala Vida, 2007.
- Corazón de Paul Hoover, Ediciones Lunarena, Puebla, 2010.
- En el idioma y en la tierra de Paul Hoover, Conaculta, 2012.

- La intención y su materia de Paul Hoover, Monte Ávila, Venezuela, 2012.[6]

## Premios
- Premio de Poesía Punto de Partida, UNAM, 1958
- Premio de Poesía Amado Nervo, Tepic, Nayarit, 1988, por El jardín de los encantamientos.
- Premio de Poesía Efraín Huerta, Tampico, Tamaulipas, 1995, por Los memoriosos.
- Premio Iberoamericano de Poesía Francisco de Quevedo, Madrid, España, 1998, por Moradas imposibles.
- Premio Castillo de Lectura 2001, por Tulia y la tecla mágica.
- Premio Barco de Vapor 2003, por Silena y la caja de secretos
- Premio Nacional de Poesía Aguascalientes, 2003, por Dylan y las ballenas.
- Premio Castillo de Lectura 2004, por Ángela en el cielo de Saturno.
- Premio FILIJ 2004, por Un lugar en el mundo.
- Lista de Honor White Ravens 2008 por Hago de voz un cuerpo.
- Lista de Honor de International Books on Board for Young People 2008 por Marte y las princesas voladoras
- Lista de Honor del Banco del Libro de Venezuela 2008 al mejor libro original juvenil por Hago de voz un cuerpo.[6]
- Premio Gatien Lapointe- Jaime Sabines, Canadá / México, 2015.
- Medalla del Círculo de Bellas Artes, Cd Obregón, Sonora, 2016.
- Embajadora de la Literatura Infantil y Juvenil de la FILIJ, México, 2017.[6][7]
- Premio Fundación Cuatrogatos 2018, por Un ajolote me dijo...[8]
- Premio Internacional de Poesía López Velarde, 2018.[1]